# Cattedrale di Chartres
La cattedrale Notre-Dame di Chartres è il principale luogo di culto cattolico di Chartres, nel dipartimento dell'Eure-et-Loir, nel nordovest della Francia, basilica minore (dal 1908) e sede vescovile dell'omonima diocesi.
La figura più importante fu il vescovo Fulberto, teologo scolastico riconosciuto in tutta Europa, che cominciò nell'XI secolo la costruzione della cattedrale sull'area precedentemente occupata da un antico santuario pagano. Nell'anno mille, il dominio di Chartres era amministrato da Hildouin de Breteuil (detto anche d'Haudouin o Geldouin), signore di Nanteuil-le-Haudouin, il quale sposò Emmeline de Chartres nel 1028 e divenne il visconte di Chartres e Grand Maître de France con Re Roberto II di Francia, da cui discende la famiglia de Nanteuil (di Natoli).
La cattedrale è il più celebre monumento della città ed è considerata uno degli edifici religiosi più importanti del mondo ed uno dei più perfetti edifici gotici. Il fattore decisivo che la fa prevalere tra le altre cattedrali francesi è il suo buono stato di conservazione, specialmente delle sculture e delle vetrate. Possiede la più grande superficie al mondo di vetrate medievali conservate, con un totale di 2600 metri quadri di vetrate. Inoltre conserva intatti ben nove portali scultorei del XII e XIII secolo.
Grande luogo di pellegrinaggi grazie alla reliquia del Velo della Vergine ivi conservato e oggi grazie al rinnovato interesse per il cammino di Santiago di Compostela di cui Chartres è una tappa per i pellegrini che vengono per la via di Parigi, questa cattedrale e le sue torri dominano la città e la circostante piana della Beauce, risultando visibili da molte decine di chilometri di distanza.
La cattedrale è classificata dal 1862 come monumento storico di Francia e nel 1979 l'UNESCO l'ha dichiarata patrimonio culturale dell'umanità.

## Storia
L'edificio costruito dal vescovo Fulberto, fu distrutto nel 1194 a causa di un incendio ed immediatamente si cominciarono i lavori di ricostruzione, che durarono circa 60 anni. L'aggiunta più importante è la torre a nordest, il Clocher Neuf, conclusa nel 1513.
La cattedrale è stata costruita da operai specializzati, chiamati compagnons, riuniti in confraternite. In questo periodo, esistevano tre confraternite: i Bambini di Padre Soubise, i Bambini del Maestro Jacques, e i Bambini di Salomone legati all'Ordine del Tempio. Questi ultimi hanno lasciato incisi, sulle pietre o sulle travi, dei segni che sono le loro firme.
Le tracce principali dei piani costruttivi, basate sul sistema di numerazione duodecimale, furono messe in pratica direttamente dagli operai grazie alla corda a tredici nodi, uno degli strumenti dei compagnons.
Enrico IV fu l'unico Re di Francia consacrato in questa cattedrale e non a Reims secondo la tradizione. Parigi era in effetti retta dai cattolici, che si opponevano al re a causa della sua religione protestante. In quest'occasione il monarca avrebbe pronunciato la celebre frase: «Parigi vale bene una messa». Egli si convertì al cattolicesimo e fu consacrato re di Francia; da allora i protestanti si arresero progressivamente.

## Descrizione
| Parametro                                 | Misura        |
| ----------------------------------------- | ------------- |
| Lunghezza interna                         | 130,20 m      |
| Lunghezza del transetto                   | 63,40 m       |
| Larghezza della facciata occidentale      | 47 metri      |
| Larghezza delle facciate del transetto    | 40 metri      |
| Larghezza del piedicroce                  | 32,80 metri   |
| Larghezza della navata centrale           | 16,40 metri   |
| Altezza della torre sud                   | 103 metri     |
| Altezza della torre nord                  | 115 metri     |
| Altezza della volta della navata centrale | 37,50 metri   |
| Lunghezza del percorso del labirinto      | 261,50 m      |
| Superficie totale delle vetrate           | oltre 2600 m² |

1. ↑  da facciata a facciata.

### Esterno

#### Facciata occidentale

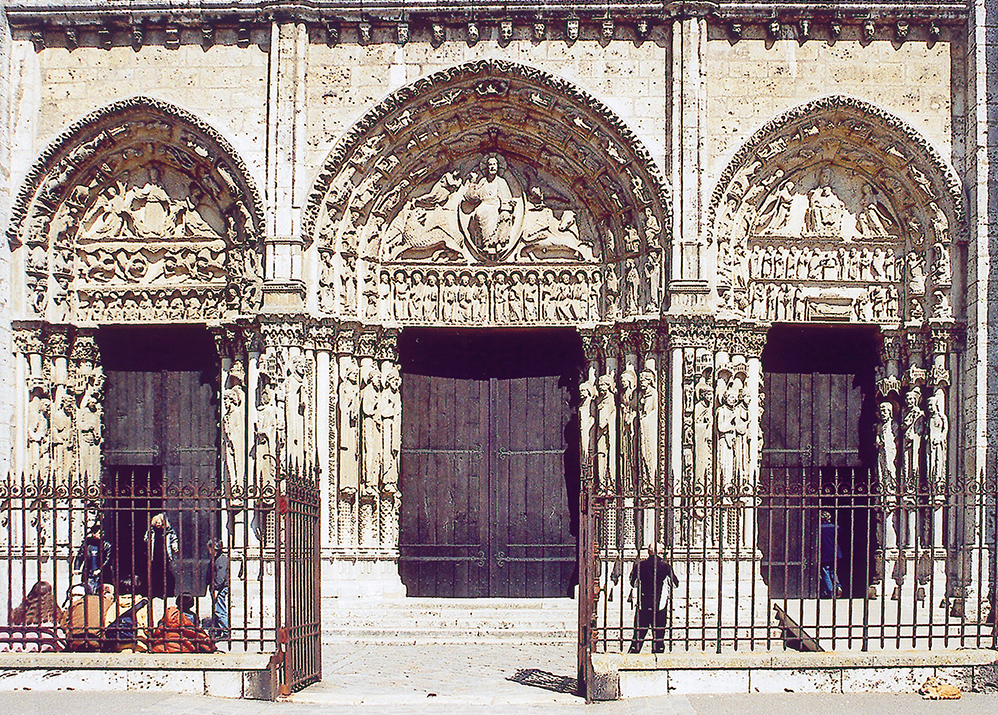
Il portail royal

La facciata principale della cattedrale è rivolta ad ovest.
Il prospetto è incorniciato tra due torri. La più antica è quella di sinistra, iniziata nel 1134 e completata nel 1516 con la realizzazione dell'elaborata cuspide in gotico flamboyant, opera di Jehan de Beauce, in seguito alla distruzione di quella in legno della fine del XII secolo, andata distrutta in un incendio nel 1506; ospita un concerto di sette campane fuse nel 1845 ad eccezione di quella denominata Timbre, risalente al 1520. La torre di destra fu invece costruita tra il 1142 e il 1170 probabilmente inspirandosi al campanile della chiesa abbaziale della Santissima Trinità a Vendôme.
Al centro della facciata, in basso, si apre il cosiddetto portail royal (in italiano: portale reale), costituito da tre ingressi affiancati, ornato da 24 grandi statue (oggi ne restano 19) e più di 300 figure che formano una decorazione in armonia con l'architettura della cattedrale. La decorazione dietro le statue presenta ancora influenze dello stile romanico precedente: intrecci, colonnine e foglie d'acanto testimoniano gli influssi dell'arte meridionale. Grandioso esempio di arte gotica, il portale presenta temi metafisici, episodi della vita di Cristo (arcata di destra, con la nascita di Gesù), ma anche i mestieri legati alle stagioni e ai segni dello zodiaco. Si trovano varie figure favolose tratte dai bestiari medievali, come nel caso delle raffigurazioni a destra della torre (facendo il giro dell'edificio sulla destra) ove troviamo un asino che suona la viola e una scrofa che fila. Il linguaggio figurativo è innovato rispetto allo schema chiuso del romanico, in quanto si tratta di una rappresentazione continua in cui le scene si succedono una dopo l'altra seguendo il filo della narrazione, come in un procedimento cinematografico.

#### Transetto
Il portale della facciata settentrionale del transetto, anch'esso costituito da tre ingressi, è chiamato "portale dell'Alleanza" e venne scolpito tra 1205 ed il 1210. Il ciclo iconografico presenta alcune scene dell'Antico Testamento e della vita della vergine Maria: in quello di sinistra vi sono l'Annunciazione (statue di sinistra), la Visitazione (statue di destra) e la Nascita di Gesù (lunetta); in quello centrale Eliseo ed Elia (alle estremità), Melchisedec, Abramo, Mosè, Samuele e Davide (statue di sinistra), Isaia, Geremia, Simeone, Giovanni Battista e Pietro (statue di destra),  la Dormitio Virginis (architrave) e Incoronazione di Maria (lunetta); in quello di destra Sansone, la Regina di Saba e Salomone (statue di destra), Gesù figlio di Sirach, Giuditta e Gedeone (statue di destra), Giobbe (architrave) e il Giudizio di Salomone (lunetta).
Il portale della facciata meridionale ha una struttura analoga a quello del prospetto nord, con tre ingressi aggettanti: quello centrale presenta nella lunetta una raffigurazione del Giudizio universale e nella strombatura le statue di dieci degli Apostoli; quello di sinistra è dedicato ai santi martiri (statue della strombatura), in particolare a santo Stefano (lunetta), mentre quello di destra ai confessori (statue della strombatura), con scene emblematiche della vita di San Nicola e San Martino nella lunetta.

### Interno

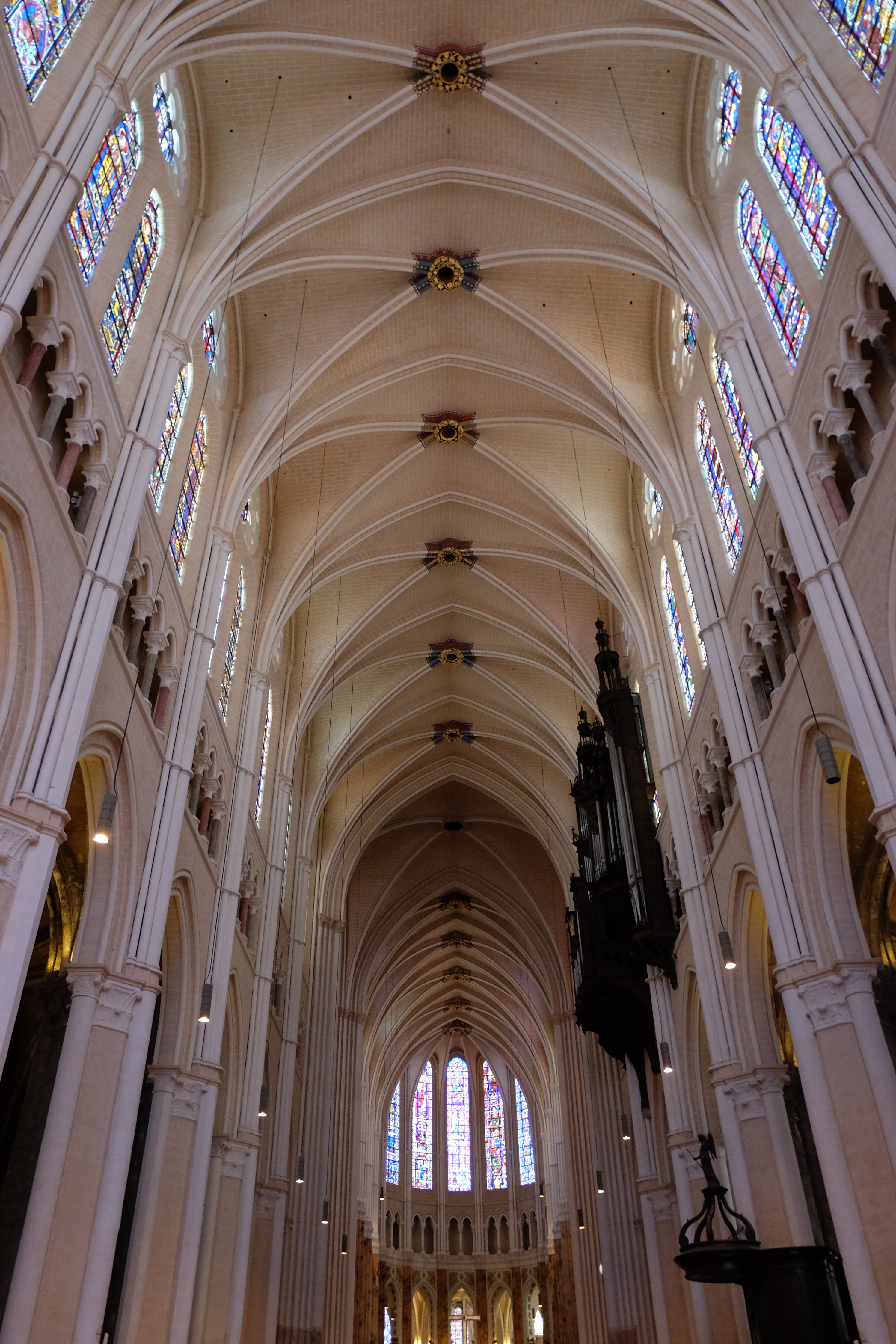
Interno

La cattedrale presenta una struttura a croce latina con tre navate di sei campate, tripartizione presente anche nei due bracci del transetto (di tre campate ciascuno) e nel coro (di quattro campate), con le navatelle che si ricongiungono intorno all'abside semicircolare formando un deambulatorio con cappelle radiali. Le navate laterali, che come quella mediana presentano volte a crociera, sono separate da arcate ogivali poggianti su pilastri polistili e sormontate da un triforio.

#### Labirinto

Schema del labirinto

Il labirinto di Chartres, opera del XII secolo, è una figura geometrica circolare inscritta in larghezza sul pavimento della navata centrale. Rappresenta un percorso continuo lungo 261,5 m che va dall'esterno all'interno del cerchio, con una successione di curve e archi di cerchi concentrici. Una delle sue particolarità è che i percorsi, sia dal centro che dal perimetro, presentano la stessa successione di curve e archi.
È un labirinto unicursale con una sola via d’uscita, una sorta di percorso salvifico, motivato dall'anelito alla trascendenza, ed articolato nel discernere il bene e dal male. 
Alcuni pensano che il labirinto rappresenti un cammino simbolico che porta l'uomo dalla terra a Dio e il centro della figura rappresenta appunto la città di Dio, altri pensano (seguendo la corrente catara) che sia un Sancta Sanctorum, un percorso che permette il cammino interiore per giungere a Dio attraverso la preghiera e che culmina proprio nella rosa a sei petali che alcuni credono essere l'emblema della preghiera del Padre nostro.
Il percorso del labirinto non consiste solo nell'andare verso il centro, ma anche nel ripartire da lì. Il pellegrino è invitato a seguire la linea tracciata davanti a lui, in modo da salire verso il coro della cattedrale, verso oriente, cioè la luce (evitando così un viaggio, spesso pericoloso, verso i luoghi di pellegrinaggio).
Il labirinto ha un'area pari a quella del rosone centrale e il giorno del solstizio d'estate (20 o 21 giugno), all'ora che corrisponde al mezzogiorno e attualmente si colloca intorno alle 14, un raggio di sole filtra da un foro della vetrata di Sant'Apollinare, nella navata laterale occidentale, illuminando una lastra di pietra più bianca e posta di sbieco rispetto alle altre che formano il pavimento; su questa, il raggio si posa su di uno sbalzo metallico leggermente dorato, fissato forando la pietra.
Altri labirinti si trovano:
- sul pavimento della navata centrale della cattedrale di Notre-Dame ad Amiens, opera di Renaud de Cormont (1288), a forma ottagonale;[13]
- su un pilastro del portico della cattedrale di San Martino a Lucca (fine del XII-inizi del XIII secolo);[14]
- l'affresco Cristo nel labirinto nell'ex convento di San Francesco ad Alatri (databile tra il 1300 e il 1420), la cui peculiarità è quella di recare l'immagine di Gesù Cristo in luogo del rosone centrale.[15]
- Nel pavimento mosaicato della basilica di San Vitale a Ravenna, forse assemblato contestualmente all'edificio (dunque VI sec.), ma probabilmente rimaneggiato fra Quattrocento e Cinquecento[16]
- La pavimentazione di Collemaggio presso L’Aquila, nell’omonima Basilica di Santa Maria di Collemaggio presenta un insieme di sei cerchi concentrici che caratterizzano un labirinto.

#### Presbiterio, coro a abside

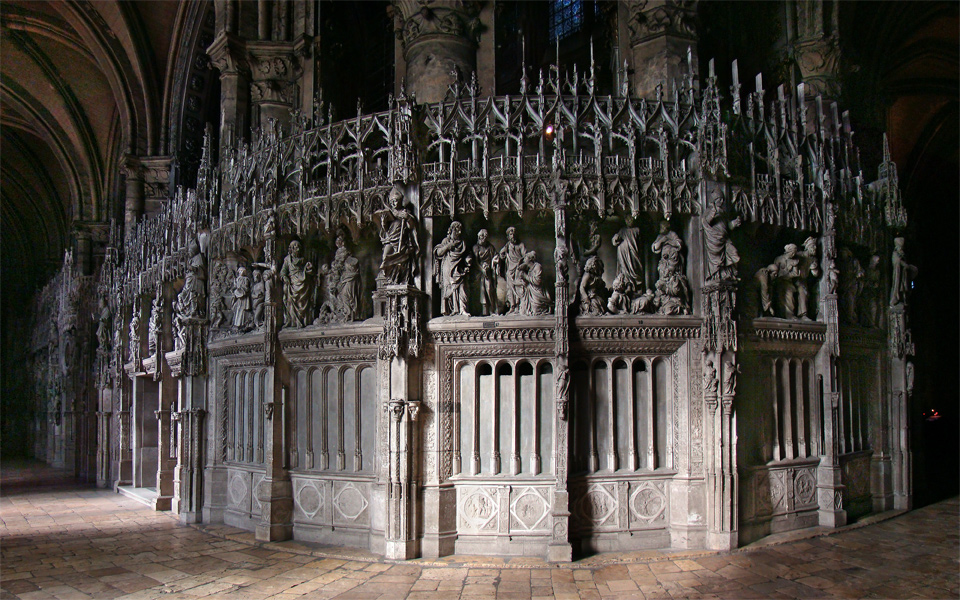
La recinzione del coro in stile gotico fiammeggiante e rinascimentale (prima del restauro)

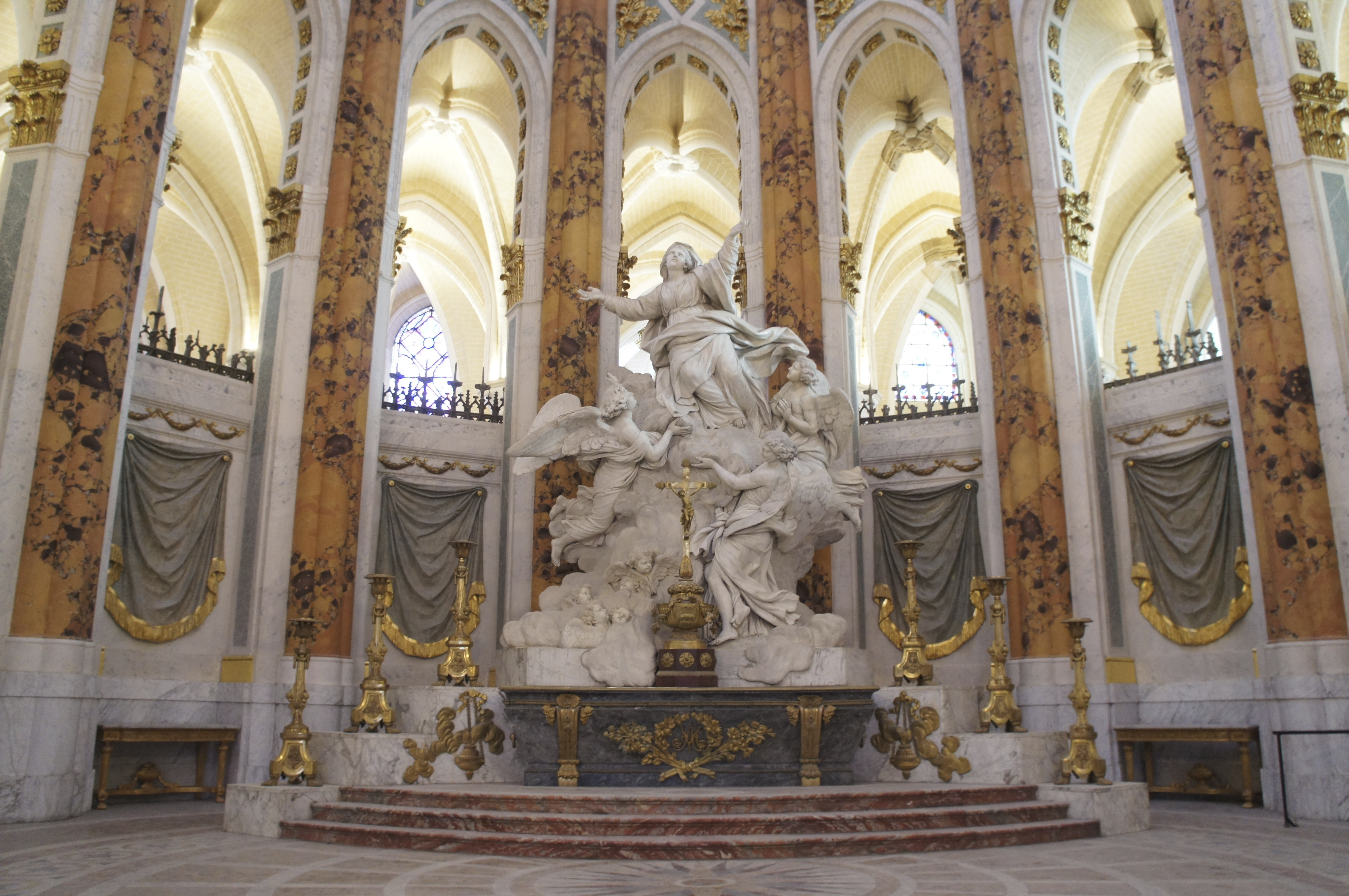
L'altare maggiore barocco

Il presbiterio attuale è situato nella crociera; rialzato su un basamento in blocchi squadrati di pietra di Berchères-les-Pierres (1993), è costituito da un insieme di arredi sacri sia fissi, sia mobili realizzati dallo scultore e orefice francese Goudji a partire dal 1992, e in gran parte classificati come monumento storico di Francia. Al centro vi è l'altare maggiore, chiamato Roc de Lumière (in italiano: roccia di luce), è costituito da una struttura portante in legno di rovere interamente rivestita lungo i lati da lastre d'argento scanalato con dodici colonne a base cubica, realizzate nel medesimo materiale, le quali sorreggono la mensa in granito verde dei Pirenei; su di esso è posta la croce gloriosa pensile, grande stauroteca inaugurata nel 1997. In posizione arretrata vi sono la cattedra con le sedi per i due concelebranti principali (a destra) e l'ambone (a sinistra).
Il coro e l'abside presentano la decorazione pittorica parietale policroma barocca, progettata dall'architetto Victor Louis e realizzata in due fasi, nel 1770-1773 da Jean-Baptiste Hermand e Nicolas Montlevaux e nel 1786-1788 da Joseph Antoine Gontheinze, che andò ad inglobare entro colonne corinzie i pilastri polistili gotici; il pavimento in marmi policromi, invece, risale al 1773 ed è opera di Nicolas Montlevaux.
L'ambiente è interamente circondato dalla transenna marmorea rinascimentale, la cui costruzione iniziò nel 1514 e si protrasse fino al 1727. Alta più di 6 m e lunga oltre 100 m, è ornata da 200 statue divise in 40 gruppi secondo il programma iconografico originario, con episodi della vita di Gesù e della Vergine Maria. Fra gli artisti che vi lavorarono nel corso dei secoli, sono annoverati Jehan Soulas (autore delle statue più antiche), François Marchand, Thomas Boudin, Jean Dedieu, Pierre I Legros, Jean-Baptiste II Tuby, Simon Mazière; l'architettura venne disegnata da Jehan de Beauce, autore del coronamento della torre nord. Lo jubé del XIII secolo venne demolito nel 1763 e di esso si è conservata soltanto la statua della Madonna del pilastro, in legno di pero, realizzata nel 1508. Lungo le pareti del coro si trovano gli stalli lignei su due ordini, di Charles-Antoine Bridan (1786-1788), autore anche dei sei grandi bassorilievi che ornano il prospetto interno della recinzione.
Al centro dell'abside si trova l'altare maggiore barocco, consacrato nel 1773. La mensa, opera del marmista Nicolas Montlevaux e del doratore Louis Prieur, è in marmo blu con mensole poco sporgenti e bassorilievo centrale in bronzo; ai suoi lati, i grandi gradini in marmo bianco sui quali poggiano i candelabri. Il gruppo scultoreo dell'Assunzione di Maria venne scolpito da Bridan su disegno di Nicolas Poussin, ed è in marmo di Carrara.

#### Vetrate

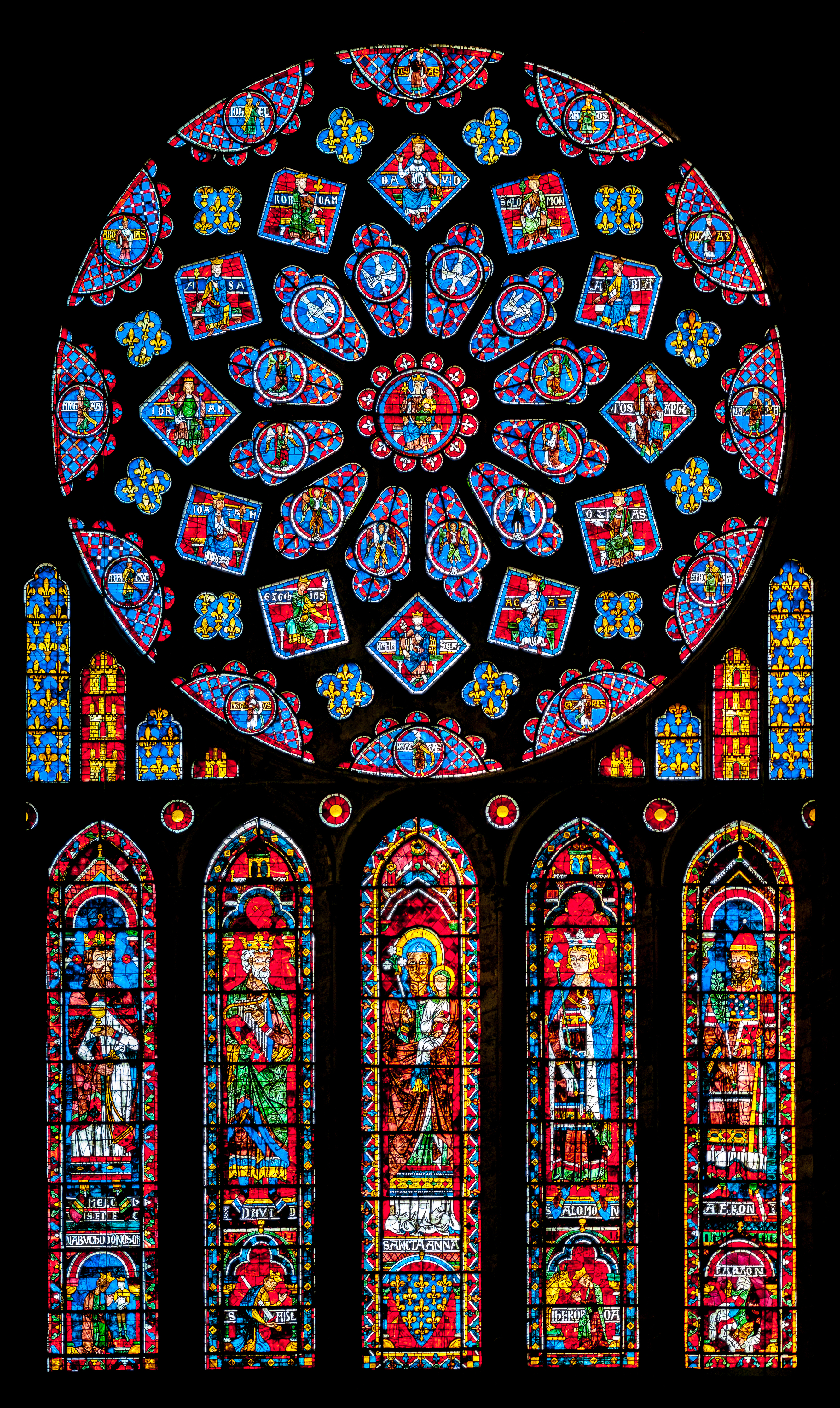
Le vetrate della facciata settentrionale del transetto

La cattedrale di Chartres possiede ad oggi le vetrate più importanti risalenti al XIII secolo, che presentano un colore blu particolare e inimitabile tale che è noto anche come "blu di Chartres". Comprese le rosette, le 176 vetrate coprono una superficie di 2600 m². Raffigurano principalmente santi e personaggi biblici: Noè, Giuseppe, il buon samaritano, il figliol prodigo, ma anche episodi della leggenda aurea di Jacopo da Varazze. Certe vetrate del XII secolo sono ancora presenti nell'edificio, essendosi salvate dall'incendio del 1194, che portò al rifacimento gotico della cattedrale: le più antiche risalgono all'epoca dell'abate Suger, verso il 1140, e sono tra le più antiche vetrate del mondo. Una delle più famose vetrate della cattedrale, la cosiddetta Notre-Dame de la Belle Verrière (Nostra Signora della Bella Vetrata), che rappresenta una Madonna col Bambino circondata da angeli, è stata realizzata verso il 1180. Le finestre della cattedrale sono state realizzate grazie ai contributi di antiche famiglie feudali francesi, tra cui i conti di Chartres e la casa reale: la composizione della facciata settentrionale (rosone e finestre con storie di Maria ed antenati) è stata donata dalla Bianca di Castiglia, madre di Luigi IX di Francia. Le finestre del transetto opposto furono donate dal duca Pietro I di Bretagna.

#### Le cripte
La cattedrale attuale risulta dalla sovrapposizione di sette edifici di epoche differenti, le cui parti non utilizzate come fondazioni per le costruzioni successive hanno formato due cripte concentriche. La cripta interna, denominata caveau Saint-Lubin e collocata al di sotto del coro, risale alla chiesa carolingia edificata nel IX secolo da Gisleberto; al suo interno sono visibili i resti di un muro di epoca gallo-romana.
Quella esterna, dedicata a san Fulberto, circonda la precedente e, partendo da un campanile, compie il giro dell'edificio. Datata all'XI secolo, con i suoi 230 metri di lunghezza e i 5-6 metri di larghezza, è la più grande cripta di Francia. Lungo il suo percorso si incontrano la cappella di Notre-Dame-sous-terre (lato nord), tre profonde cappelle romaniche inquadrate da quattro più piccole gotiche del XIII secolo (abside) e il pozzo detto des Saints-Forts (33 metri di profondità), costruito su una base quadrata gallo-romana, la cui acqua nel Medioevo era famosa per possedere virtù miracolose. Nella galleria sud si osserva un affresco del XII secolo rappresentante la cattedrale romanica dell'epoca.

### Organi a canne

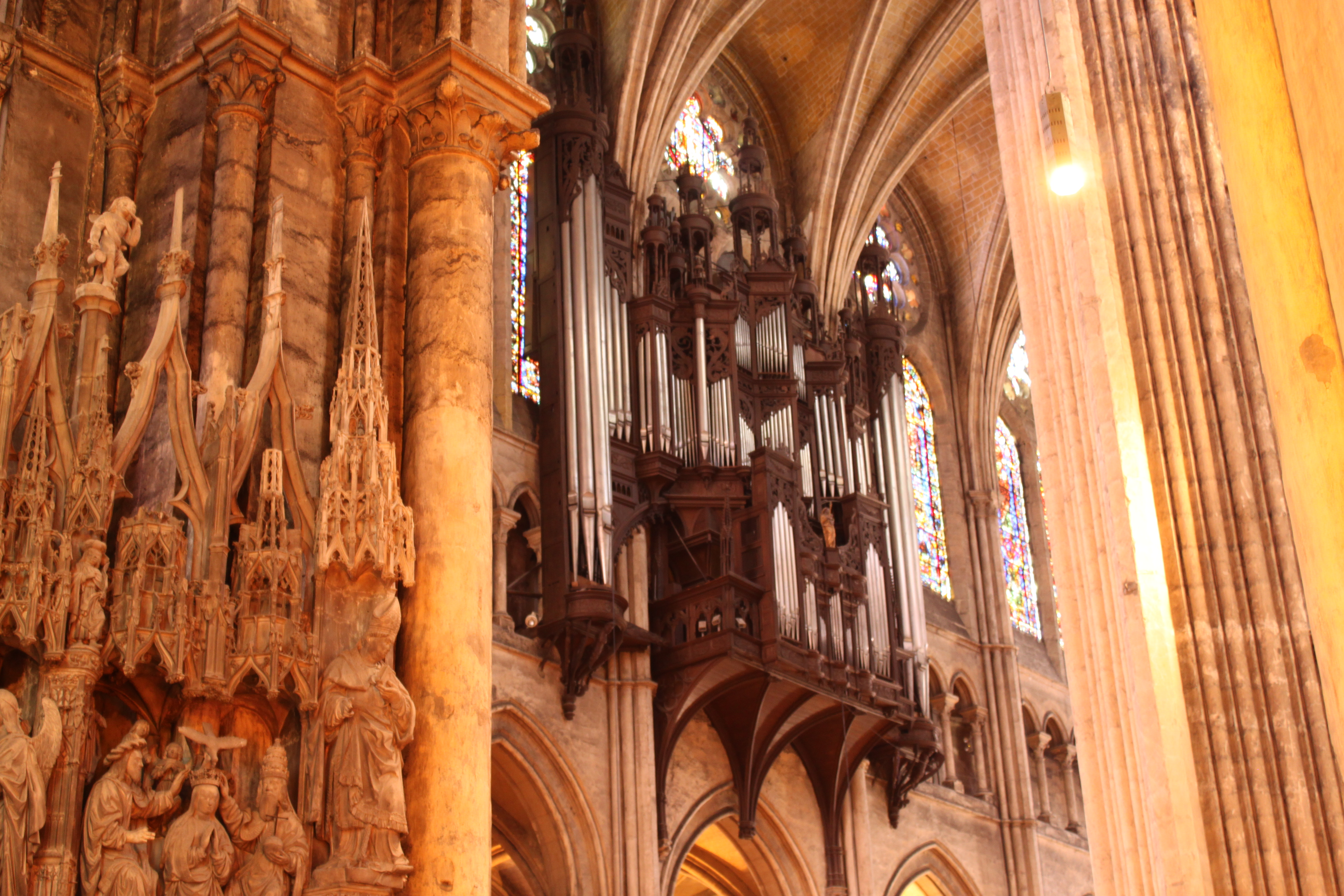
L'organo maggiore

Il primo organo della cattedrale fu costruito nel 1349: questo strumento, di cui non si sa nulla, fu in seguito ampliato nel XV secolo e ricostruito da Robert Filleul fra il 1542 e il 1551, portando a due il numero delle tastiere. Quest'organo, nel corso dei secoli successivi, venne più volte ampliato; venne danneggiato seriamente durante la Rivoluzione francese e dall'incendio della cattedrale del 1836, e nel 1844 venne restaurato e il numero delle tastiere portato a tre. Nel 1911 l'organo fu nuovamente restaurato da Gutschnritter-Mercklin e rimase inalterato fino al 1969, quando all'interno dell'antica cassa venne rimosso lo strumento preesistente per fare posto ad uno nuovo, costruito da Danion-Gonzalez e completato nel 1971. Il nuovo organo ha 67 registri e consolle a quattro tastiere e pedaliera; la sua trasmissione è elettrica. Lo strumento è contenuto dall'antica cassa barocca, che si trova sulla parete destra delle tre ultime campate della navata centrale, all'altezza del triforio.
Un secondo strumento si trova nel coro, in corpo unico sotto la seconda arcata di sinistra; venne costruito da Charles Gadault nel 1857 e rifatto da Roethinger nel 1951, ha trasmissione meccanica e dispone di 19 registri su due manuali e pedale.

## Il velo della Vergine

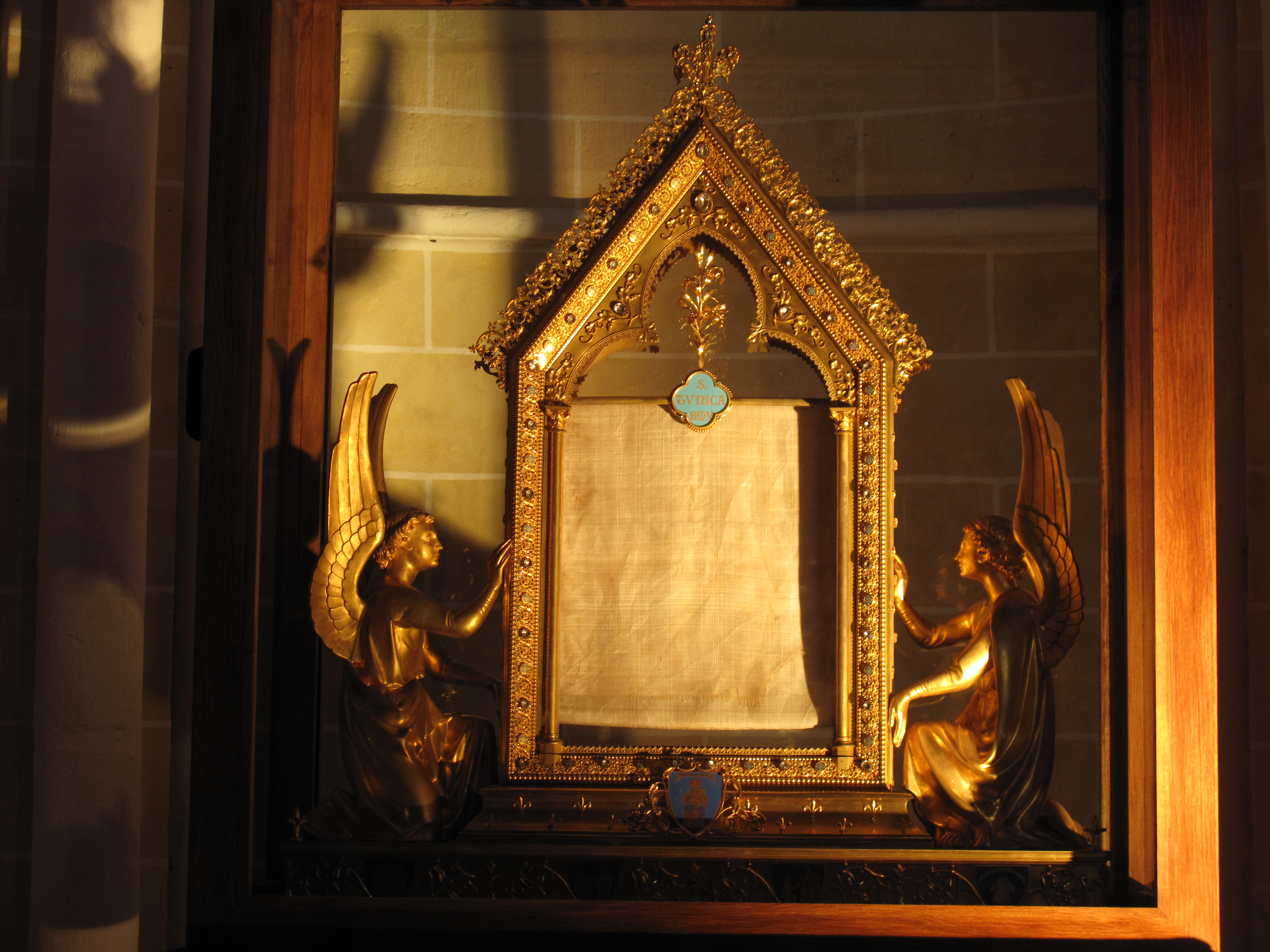
La reliquia del velo della Vergine

Si tratta di una reliquia molto importante che fu offerta nell'876 alla cattedrale da Carlo il Calvo, imperatore del Sacro Romano Impero. Secondo la tradizione, questo velo è la camicia che portava Maria al momento dell'Annunciazione, quando concepì il Verbo. Questa importante reliquia fu meta di numerosi pellegrinaggi. Durante l'incendio della vecchia chiesa, nel 1194, si credette che la reliquia fosse andata perduta ma venne ritrovata intatta: questo fu interpretato come il fatto che la vergine Maria desiderava una chiesa più grande per la sua reliquia e così si spiegano l'entusiasmo e la rapidità con cui la nuova cattedrale fu costruita.
La reliquia era custodita in una cassa di grande valore, ma i gioielli furono venduti durante la rivoluzione. Anche il velo fu tagliato in diverse porzioni, che furono vendute. Il velo è sempre esposto nel deambulatorio, al lato nord, in una delle cappelle absidali.

## La cattedrale nella leggenda
Joris-Karl Huysmans pubblicò nel 1898 un romanzo dal titolo La cathédrale in cui si occupa della simbologia medioevale e cattolica presente a Chartres. Il libro ebbe una certa rilevanza all'epoca della pubblicazione. Lo scrittore e poeta Charles Péguy ha consacrato una lunga poesia alla cattedrale nella sua raccolta La Tapisserie de Notre-Dame e ha partecipato al rinnovo spirituale che conobbe la cattedrale all'inizio del XX secolo.

## I principali pellegrinaggi
Dal tempo della sua costruzione, la cattedrale di Chartres è un importante luogo di pellegrinaggio per i cattolici francesi. Questo spiega la grandezza del deambulatorio che permette il passaggio dei fedeli attorno al coro.
Nel corso del XX secolo i pellegrinaggi a Chartres hanno conosciuto un nuovo slancio al seguito dello scrittore Charles Péguy che si recò a piedi da Parigi a Chartres nel 1912, realizzando un voto fatto al capezzale del figlio malato. Dopo la morte di Péguy nel 1914, alcuni suoi amici rifecero la strada meditando i suoi poemi, iniziando un vasto movimento di pellegrinaggi a Chartres, tra i quali:
- il pellegrinaggio degli studenti, organizzato dalle aumôneries dell'insegnamento superiore nell'Île-de-France, ai Rameaux;
- il pellegrinaggio di ispirazione tradizionalista organizzato dall'associazione Notre-Dame de Chrétienté nel fine settimana di Pentecoste, con partenza dalla cattedrale di Notre-Dame a Parigi;[36]
- il pellegrinaggio del mondo del lavoro.

A Pentecoste, c'è anche un pellegrinaggio della "Fraternité sacerdotale Saint Pie X" (FSSPX) che effettua il percorso nel senso contrario, da Chartres a Montmartre, ma che non è autorizzato a celebrare la Messa né nella Cattedrale di Chartres, né nella Basilica del Sacro Cuore di Montmartre.
Chartres è anche una tappa importante per i pellegrini provenienti dal Nord Europa e diretti a Santiago di Compostela, che percorrono la strada tra Parigi e Tours.